# Torque de Porto
El Torque de Porto es un torque encontrado en Galicia en el siglo XIX. Fue hallado probablemente en el castro de As Modias, en el lugar de As Modias, parroquia de Porto, municipio de Cabañas. Esta pieza fue adquirida por la Diputación Provincial de La Coruña en el año 1868 al particular Ernesto Freire y se depositó en el Museo Arqueológico e Histórico del Castillo de San Antón. Se data aproximadamente en el siglo I a. C..

## Descripción
Torque de oro y plata, formado por una vara maciza de sección circular con alambres enrollados y remates piriformes. Los alambres están bien conservados y dan 65 vueltas sobre la vara. Entre la zona lisa y los alambres tiene dos motivos en espiral de hilo de oro aplicado, con botón central. En la cara interna presenta una retícula incisa y un doble triángulo punteado.
Actualmente está fragmentado con cortafríos en tres partes y restos sueltos de alambre desenvuelto y las dimensiones son 373 mm de longitud, 12 mm de grosor y 27×21 mm los finales. Su peso es de 355 g.
El estilo de esta joya se adscribe al llamado "grupo ártabro" con torques de semejante tipología en Centroña, Foxado o Viladonga entre otros.

### Otros artículos
- Torque de Burela
- Museo Arqueológico e Histórico Castelo de Santo Antón